# نيكولاي أوسبينسكي
نيكولاي فاسيليفيتش أوسبينسكي (31 ماي 1837 - 2 نوفمبر 1889) هو كاتب روسي.
كتب بشكل موسع عن واقع حياة الفلاحين في المناطق الريفية في روسيا حول وقت صدور قانون إصلاح التحرر 1861 من قبل القيصر ألكسندر الثاني.
بعد أن عانى أوسبنسكي من اغتراب اجتماعي، قرّر الانتحار في 2 نوفمبر 1889.